# Brunn an der Schneebergbahn
Brunn an der Schneebergbahn (auch Brunn am Steinfelde) ist eine Ortschaft und eine Katastralgemeinde der Gemeinde Bad Fischau-Brunn im Bezirk Wiener Neustadt-Land in Niederösterreich.

## Geografie
Das Dorf ist zweigeteilt. Im Norden liegt unterhalb des Größenberges (605 m ü. A.) der alte Ort und im Süden das neue Siedlungsgebiet, durch das auch die Landesstraße L137 führt. Der Park des Schlosses Brunn und die Schneebergbahn bilden die Barrieren. Brunn grenzt im Südwesten an Bad Fischau.

## Geschichte
Laut Adressbuch von Österreich waren im Jahr 1938 in der Ortsgemeinde Brunn an der Schneebergbahn ein Bäcker, ein Fleischer, ein Friseur, fünf Gastwirte, drei Gemischtwarenhändler, ein Konsumverein, eine Mühle, zwei Schuster, ein Steinmetz, zwei Tischler, ein Wagner, ein Zimmermeister und mehrere Landwirte ansässig. Bis zum Zusammenschluss mit Bad Fischau bildete der Ort unter der Bezeichnung Brunn an der Schneebergbahn eine selbständige Ortsgemeinde.

## Sehenswürdigkeiten
- Schloss Brunn